# Cmentarz polskokatolicki w Świeciechowie
Cmentarz polskokatolicki w Świechowie – czynny cmentarz wyznaniowy dla wiernych Kościoła Polskokatolickiego położony we wsi Świeciechów Poduchowny w województwie lubelskim. Cmentarz administrowany jest przez parafię św. Jana Chrzciciela w Świeciechowie Dużym.
Parafia polskokatolicka w Świeciechowie Dużym powstała w 1928 roku. Od samego początku policja nie pozwalała grzebać umarłych na miejscowym cmentarzu rzymskokatolickim. Ta sytuacja zmusiła wyznawców polskokatolickich do zakupienia kawałka ziemi pod własny cmentarz. Zaznaczyć należy, że kupiona ziemia znajdowała się tuż przy cmentarzu Kościoła rzymskiego.